# Nikon D7500

## Описание
Nikon D7500 — цифровой зеркальный фотоаппарат компании Nikon, последователь модели Nikon D7200. Фотоаппарат анонсирован 12 апреля 2017 года.
Данная зеркальная камера является первой, среди семейства фотоаппаратов Nikon, имеющая вспышку с поддержкой управления по радио через систему Advanced Wireless Lighting, и первой, среди линейки, имеющая наклонный 3,2-дюймовый сенсорный экран/
От предыдущей модели отличается 20,9-мегапиксельным сенсором формата APS-C, таким же как у модели Nikon D500, возможностью съёмки видео в формате 4K, особенностью многосерийной съёмки до 8 кадров в секунду, более широкими пределами ISO (от 50 до 1640000).
Также, чтобы не создавать конкуренцию с Nikon D500 были урезаны некоторые функции: корпус лишился элементов из магниевого сплава и сделан из углеродного композита, убран разъём для подключения батарейной рукоятки, двойной слот для карт памяти стал одинарным, не поддерживается измерение для старых объективов с ручной фокусировкой Nikkor AI (без процессора).

## Ключевые особенности
- Сенсор DX формата разрешением 20.9-мегапикселя
- Чувствительность От 100 до 51 200 единиц ISO с шагом 1/3 или 1/2 EV
- Процессор EXPEED 5
- 51 точек автофокусировки
- Серийная съёмка 8 к/с
- 4K, Full HD видеосъёмка
- Встроенный Wi-Fi

## Недостатки
- пластиковый корпус вместо магниевого;
- один слот для карты памяти;
- уменьшенный монохромный дисплей и невозможность отключить вывод настроек на основной экран.

## Примечание
1. ↑  Sam Byford. Nikon’s D7500 is a midrange DSLR that takes after the D500 (англ.). The Verge (12 апреля 2017). Дата обращения: 13 марта 2020. Архивировано 13 апреля 2017 года.
2. ↑  Nikon D7500 DSLR | 20.9 MP DX Format Digital SLR Camera (англ.). www.nikonusa.com. Дата обращения: 13 марта 2020. Архивировано 22 апреля 2020 года.